# Дааев, Хож-Бауди Буарович
Хож-Бауди Буарович Дааев (род. 10 июля 1980, Центарой, Шалинский район, ЧИАССР) — чеченский государственный деятель. Министр образования и науки Чеченской Республики с 28 ноября 2021 года. Заслуженный работник сферы молодёжной политики Чеченской Республики. Заслуженный работник культуры Чеченской Республики.

## Биография
Родился 10 июля в 1980 году в селе Центарой Шалинского района Чечено-Ингушской АССР. (Ныне Ахмат-Юрт Курчалоевского района Чеченской республики).
В 1997 году закончил среднюю школу № 2 в городе Аргун; в 2003 году окончил Грозненский государственный нефтяной институт по специальности «Промышленное и гражданское строительство»; затем окончил Российскую академию народного хозяйства и государственной службы при Президенте РФ по специальности «Государственное и муниципальное управление».

## Этапы карьеры
2006 году стал ведущим специалистом отдела анализа, обобщений и контроля заявлений граждан департамента по работе с заявлениями и обращениями граждан Аппарата Президента и Правительства Чеченской Республики;
2007 стал главным специалистом-экспертом Секретариата заместителя Председателя Правительства – Руководителя Администрации Президента и Правительства Чеченской республики; затем стал помощником заместителя Председателя Правительства Чеченской Республики – Руководителя Администрации Президента и Правительства ЧР;
2011 году стал руководителем Секретариата заместителя Председателя Правительства Чеченской Республики – Руководителя Администрации Главы и Правительства ЧР;
2011 году стал заместителем Мэра столицы Чеченской Республики;
2012 году стал Министром Чеченской Республики по делам молодежи;
2013 году стал Министром культуры Чеченской Республики.
С 8 октября по 18 ноября 2021 года занимал пост заместителя Председателя Правительства Чеченской Республики;
28 ноября 2021 года по рекомендации Муслима Хучиева был назначен главой Чеченской Республики Рамзаном Кадыровым на должность министра образования и науки Чеченской Республики.

## Награды

### Почётные звания
- «Заслуженный работник сферы молодёжной политики Чеченской Республики»;
- «Заслуженный работник культуры Чеченской Республики»[1].

### Ордена и медали
- Почётный знак «За трудовое отличие»;
- Медаль «За заслуги перед Чеченской Республикой»;
- «Орден Кадырова»;
- Медаль «Памяти Ахмат-Хаджи Кадырова, первого Президента Чеченской Республики» (26 марта  2017) — за исключительные заслуги в сфере культуры и искусства Чеченской Республики, получившую общественное признание[1].
- Медаль «100 лет образования Чеченской Республики» (1 сентября 2022) — за значительный вклад в развитие Чеченской Республики, безупречную работу, высокий профессионализм, проявленный при исполнении должностных обязанностей, и в связи с 100-летием Чеченской Республики
- Медаль ордена «За заслуги перед Отечеством» II степени (15 июня 2022) — за достигнутые трудовые успехи и многолетнюю добросовестную работу[3];
- Благодарность Правительства Российской Федерации (31 декабря 2019) — за заслуги в развитии отечественной культуры и многолетнюю добросовестную работу[4].